# Дмитрівська сільська рада (Болградський район)
Дми́трівська сільська́ ра́да — колишня  адміністративно-територіальна одиниця та орган місцевого самоврядування в Болградському районі Одеської області. Адміністративний центр — село Дмитрівка.

## Загальні відомості
Дмитрівська сільська рада утворена в 1946 році.
- Територія ради: 76,53 км²
- Населення ради: 4 806 осіб (станом на 2001 рік)

## Населені пункти
Сільській раді були підпорядковані населені пункти:
- с. Дмитрівка

## Населення
Згідно з переписом 1989 року населення села становило 4435 осіб, з яких 2080 чоловіків та 2355 жінок.
За переписом населення 2001 року в селі мешкало 4711 осіб.

### Мова
Розподіл населення за рідною мовою за даними перепису 2001 року:
| Мова       | Відсоток |
| ---------- | -------- |
| гагаузька  | 96,17 %  |
| болгарська | 1,56 %   |
| російська  | 1 %      |
| українська | 0,89 %   |
| молдовська | 0,25 %   |

## Склад ради
Рада складалася з 24 депутатів та голови.
- Голова ради: Терзі Василь Іванович
- Секретар ради: Борлак Варвара Георгіївна

### Керівний склад попередніх скликань
| Прізвище, ім'я, по батькові | Основні відомості                                                                       | Дата обрання | Дата звільнення |
| --------------------------- | --------------------------------------------------------------------------------------- | ------------ | --------------- |
| Терзі Василь Іванович       | Сільський голова, 1961 року народження, освіта вища, член Соціалістичної партії України | 26.03.2006   | 31.10.2010      |
| Терзі Василь Іванович       | Сільський голова, 1961 року народження, освіта вища                                     | 31.10.2010   |                 |

Примітка: таблиця складена за даними сайту Верховної Ради України

### Депутати
За результатами місцевих виборів 2010 року депутатами ради стали:

#### За суб'єктами висування
| Суб'єкт висування           | Кількість обраних депутатів | %    |
| --------------------------- | --------------------------- | ---- |
| Партія регіонів             | 10                          | 41,7 |
| Народна партія              | 9                           | 37,5 |
| Самовисування               | 3                           | 12,5 |
| Комуністична партія України | 2                           | 8,3  |

#### За округами
| № округу                    | Прізвище, ім'я, по батькові   | Дата визнання обраним | Освіта  | Партійна приналежність            | Відомості про обраного депутата                             |
| --------------------------- | ----------------------------- | --------------------- | ------- | --------------------------------- | ----------------------------------------------------------- |
| Комуністична партія України |                               |                       |         |                                   |                                                             |
| 4                           | Казанжи Христофор Семенович   | 04.11.2010            | середня | член Комуністичної партії України | тимчасово не працює                                         |
| 17                          | Ташиогло Микола Миколайович   | 04.11.2010            | середня | член Комуністичної партії України | тимчасово не працює                                         |
| Народна Партія              |                               |                       |         |                                   |                                                             |
| 1                           | Станчева Надія Василівна      | 04.11.2010            | середня | член Народної партії              | сільська рада, бухгалтер                                    |
| 3                           | Кедик Тетяна Петрівна         | 04.11.2010            | середня | член Народної партії              | сільська рада, бухгалтер                                    |
| 6                           | Караджа Надія Василівна       | 04.11.2010            | середня | член Народної партії              | пенсіонер                                                   |
| 11                          | Маленков Ілля Іванович        | 04.11.2010            | вища    | член Народної партії              | тимчасово не працює                                         |
| 13                          | Борлак Катерина Іванівна      | 04.11.2010            | середня | член Народної партії              | Дмитрівська сільська дільнична лікарня, медсестра           |
| 14                          | Малєнкова Ольга Костянтинівна | 04.11.2010            | вища    | член Народної партії              | Дмитрівська загальноосвітня школа, вчитель                  |
| 16                          | Чабан Ольга Георгіївна        | 04.11.2010            | середня | член Народної партії              | сільська рада, статист                                      |
| 18                          | Арнаут Домнікія Іванівна      | 04.11.2010            | середня | член Народної партії              | Дмитрівська загальноосвітня школа, вчитель                  |
| 21                          | Маленкова Неля Іванівна       | 04.11.2010            | середня | член Народної партії              | Дмитрівська сільська дільнична лікарня, медсестра           |
| Партія регіонів             |                               |                       |         |                                   |                                                             |
| 2                           | Баурда Георгій Васильович     | 04.11.2010            | середня | позапартійний                     | дитяча юнацька спортивна школа, тренер                      |
| 7                           | Караджа Костянтин Іванович    | 04.11.2010            | середня | член Партії регіонів              | приватний підприємець                                       |
| 8                           | Маленкова Олена Харлампіївна  | 04.11.2010            | середня | член Партії регіонів              | сільська рада, інспектор з охорони дитинства та материнства |
| 9                           | Топал Раїса Василівна         | 04.11.2010            | вища    | позапартійна                      | приватний підприємець                                       |
| 10                          | Греков Кирил Костянтинович    | 04.11.2010            | вища    | член Партії регіонів              | Дмитрівська загальноосвітня школа, вчитель                  |
| 12                          | Колосовський Іван Федорович   | 04.11.2010            | вища    | член Партії регіонів              | Дмитрівська загальноосвітня школа, вчитель                  |
| 15                          | Курогло Іван Степанович       | 04.11.2010            | вища    | позапартійний                     | дитяча юнацька спортивна школа, інструктор зі спорту        |
| 19                          | Попазогло Степан Степанович   | 04.11.2010            | середня | член Партії регіонів              | приватний підприємець                                       |
| 22                          | Іванов Сергій Іванович        | 04.11.2010            | середня | член Партії регіонів              | приватний підприємець                                       |
| 23                          | Станчева Тетяна Миколаївна    | 04.11.2010            | вища    | член Партії регіонів              | дитячий садок «Усмішка», вихователь                         |
| Самовисування               |                               |                       |         |                                   |                                                             |
| 5                           | Борлак Варвара Георгіївна     | 04.11.2010            | середня | позапартійна                      | дитячий садок «Усмішка», бухгалтер                          |
| 20                          | Попозогло Віра Семенівна      | 04.11.2010            | середня | позапартійна                      | тимчасово не працює                                         |
| 24                          | Кисса Надія Пантеліївна       | 04.11.2010            | середня | позапартійна                      | приватний підприємець                                       |